# Čelisti (film)
Čelisti jsou americký dobrodružný film z roku 1975 natočený podle úspěšného románu Petera Benchleyho, který volně čerpal ze skutečných případů útoků žraloků u pobřeží Jersey v roce 1916.

## Děj
Rekreační město Amity každoročně navštíví mnoho nic netušících turistů a rekreantů. Toto léto však mnoho z nich najde smrt v hladových čelistech bílého žraloka. Nezbývá než čekat, až se objeví někdo, kdo bude mít dostatek odvahy k odstranění obrovitého zabijáka. Své štěstí tak zkouší například lovec žraloků Quint, ichtyolog Hooper, či policista Brody.
Pro natáčení byl vyroben model žraloka, který plave, kouše a dělá vše, co od něj člověk s ovládáním požaduje. Stál několik milionů dolarů a dlouho po natáčení byl předváděn v bazénu jako rarita technologie filmových pomůcek.

## Hodnocení
Dnes je film považován za kultovní záležitost, díky němuž bylo režisérovi Spielbergovi umožněno natočit několik dalších legendárních filmů.
V souvislosti s obnovenou premiérou snímku v českých kinech v lednu 1988 oslovil filmový magazín Záběr šest filmových kritiků z různých českých a slovenských periodik a uveřejnil jejich hodnocení filmu s následujícím výsledkem:
| Jméno            | Působení v periodiku | Hodnocení     |
| ---------------- | -------------------- | ------------- |
| Stanislav Bensch | Záběr                | 3/5 hvězdiček |
| Michal Bartůšek  | Kino                 | 3/5 hvězdiček |
| Pavel Melounek   | Zemědělské noviny    | 2/5 hvězdiček |
| Věra Míšková     | Rudé právo           | 2/5 hvězdiček |
| Miloš Petana     | Scéna                | 3/5 hvězdiček |
| Eva Zaoralová    | Film a doba          | 3/5 hvězdiček |